# Sport i religia
Sport i religia – album grupy jazzowej NRD, będący zapisem koncertu na Gdynia Summer Jazz Days 6 lipca 1996 roku. Zawiera też jeden utwór studyjny "O Miró!". Utwory autorstwa Mazzolla, "Ojczyzną naszą dobroć, dobroć, dobroć" i "Drobiazgi życiowe" znalazły się wcześniej na albumie a Mazzoll & Arhythmic Perfection z 1995 roku; "Ballada o jedwabiu" na albumie Cześć, cześć, cześć Trzaski z 1996 roku. 
Na płycie zarejestrowane są rozmowy muzyków, przede wszystkim Tymona, z publicznością; dotyczą one m.in. ewentualnego zagrania przez zespół utworów z repertuaru Maanamu i rzekomego występu Marka Whitfielda. Tymański wspomina też o niedawnych urodzinach syna Jacka Oltera, Teodora. 

## Spis utworów
1. "Konferansjerka" – 1:23
2. "Drobiazgi życiowe" – 12:12
3. "Konferansjerka 2" – 1:12
4. "Świat wg Fogga" – 10:09
5. "Konferansjerka 3" – 1:54
6. "Kü-Kü, zła krew" – 9:26
7. "Konferansjerka 4" – 0:51
8. "Ballada o jedwabiu" – 9:38
9. "Konferansjerka 5" – 0:11
10. "Ojczyzną naszą dobroć, dobroć, dobroć" – 5:46
11. "Konferansjerka 6" – 2:42
12. "O Miró!" – 4:31

## Twórcy
- Ryszard Tymon Tymański – kontrabas
- Jerzy Mazzoll – klarnety
- Mikołaj Trzaska – saksofon altowy i sopranowy
- Jacek Olter – perkusja